# Франклин (Охајо)
Франклин (енгл. Franklin) град је у америчкој савезној држави Охајо.

## Демографија
По попису из 2010. године број становника је 11.771, што је 375 (3,3%) становника више него 2000. године.
| Група             | 2000.          | 2010.          |
| Белци             | 11.068 (97,1%) | 11.208 (95,2%) |
| Афроамериканци    | 93 (0,8%)      | 110 (0,9%)     |
| Азијати           | 46 (0,4%)      | 62 (0,5%)      |
| Хиспаноамериканци | 81 (0,7%)      | 183 (1,6%)     |
| Укупно            | 11.396         | 11.771         |